# Liste des supérieurs de la mission de Cunène
Liste des supérieurs de la mission de Cunène
La mission sui juris de Cunène est créée en 1906 et supprimée en 1942.

## Liste des supérieurs de la mission
- 19 septembre 1904-1932 : Benoit-Marius Bonnefoux[1]
- 1932-1942 : Charles Estermann[2]

## Sources
- L'ANNUAIRE PONTIFICAL, sur le site http://www.catholic-hierarchy.org, à la page